# 徐景濂
徐景濂（？—？），福建兴化府莆田縣人。明末政治人物。

## 生平
万历三十一年（1603年）癸卯科福建乡试举人，四十一年（1613年）癸丑科進士，天啓元年（1621年）正月考选试御史，四月补浙江道，五月疏攻给事中魏大中、朱钦相、御史温皋谟，并及辅臣韓爌，被下旨斥责，夺俸一年。天啟二年十二月（1623年），巡按漕储，天啟三年二月以年例升广东右参议，五月称病，恳乞原任休致。天啟四年（1624年）十一月起复原官，天啟五年四月升太仆寺少卿。崇祯二年（1629年）被韩爌列名逆案被削籍。
南明弘光时（1645年）吏部尚书张捷题覆杨维垣请恤「三案」议，予赠荫祭葬。